# Kīranūr (ort i Indien, Pudukkottai)
Kīranūr är en ort i Indien.   Den ligger i distriktet Pudukkottai och delstaten Tamil Nadu, i den södra delen av landet, 2 000 km söder om huvudstaden New Delhi. Kīranūr ligger 108 meter över havet och antalet invånare är 10 133.
Terrängen runt Kīranūr är platt, och sluttar österut. Runt Kīranūr är det ganska tätbefolkat, med 230 invånare per kvadratkilometer. Närmaste större samhälle är Iluppūr, 18,9 km väster om Kīranūr. Omgivningarna runt Kīranūr är en mosaik av jordbruksmark och naturlig växtlighet.